# Rhaphium essoensis
Rhaphium essoensis är en tvåvingeart som beskrevs av Negrobov 1979. Rhaphium essoensis ingår i släktet Rhaphium och familjen styltflugor. Inga underarter finns listade i Catalogue of Life.